# El color porpra
El color porpra (en anglès The Color Purple), novel·la publicada originalment el 1982 en els Estats Units, escrita per Alice Walker. Més tard, el 1986 es va traduir al castellà, i actualment, el 2022 ha sigut traduït al català.
La novel·la ha estat l'objectiu freqüent dels censors i apareix a la llista de l'Associació Americana de Biblioteques dels 100 llibres amb més problemes de 2000-2010 al número disset a causa del contingut de vegades explícit, especialment en termes de violència. El 2003, el llibre va ser inclòs a l'enquesta de la BBC The Big Read de les "novel·les més estimades" del Regne Unit.

## Argument
El color porpra documenta els traumes i el triomf gradual de Celie, una adolescent afroamericana criada en un aïllament rural a Geòrgia, mentre comença a resistir el paralitzant autoconcepte que els altres li imposen.
Celie narra la seva vida a través de cartes dolorosament honestes a Déu. Això passa quan Alphonso, el seu pare maltractador, li adverteix que no ho expliqui a ningú excepte a Déu després de violar-la i que ella es quedi embarassada per segona vegada als 14 anys. Després de donar a llum, Alphonso es porta al nen, com va fer amb el seu primer nadó, deixant que Celie cregui que tots dos han estat assassinats. Quan el vidu anomenat “Sr.__” (també anomenat Albert) proposa matrimoni a la germana petita de Celie, Nettie, Alphonso el pressiona perquè es quedi amb Celie, obligant-la a contraure un matrimoni abusiu. Poc després, Nettie fuig d'Alphonso i viu breument amb Celie. Tot i això, a causa del continu interès d'Albert per Nettie fa que aquesta marxi.
Posteriorment, Celie comença a establir relacions amb altres dones negres, sobretot amb les que s'enfronten enèrgicament a l'opressió. Destaca la desafiant Sofia, que es casa amb Harpo, el fill d'Albert, després de quedar-se embarassada. Incapaç de controlar-la, Harpo li demana consell i Celie li suggereix que colpegi Sofia. No obstant això, quan Harpo la colpeja, Sofia es defensa. En assabentar-se que Celie encoratjava els abusos de Harpo, s'enfronta a una Celie culpable, que admet estar gelosa de la negativa de Sofia a retrocedir, i les dues dones es fan amigues. Tot i això, més important és la relació de Celie amb Shug Avery, una cantant glamurosa i independent que també és amant ocasional d'Albert. Celie té cura d'una Shug que està malalta i les dues dones estrenyen els llaços fins a convertir-se en amants.
Durant aquest temps, Celie descobreix que Albert ha estat amagant cartes que Nettie li ha enviat. Celie les comença a llegir i descobreix que Nettie s'ha fet amiga d'un pastor, Samuel, i de la seva dona, Corrine, i que els fills adoptius de la parella, Adam i Olivia, són en realitat de Celie. Nettie s'uneix a la família en una missió a Libèria, on Corrine mor més tard. Les cartes també revelen que Alphonso és en realitat el padrastre de Celie i que el seu pare biològic va ser linxat. Celie es qüestiona la seva fe i comença a dirigir les seves cartes a Nettie. No obstant això, Shug anima Celie a canviar les seves creences sobre Déu. Una Celie encoratjada decideix llavors deixar Albert i anar-se'n a Memphis amb Shug. Un cop allà, Celie s'independitza i crea un reeixit negoci de venda de pantalons a mida. Tot i això, la seva felicitat es veu entelada per les aventures de Shug, encara que Celie segueix estimant-la. Després de la mort d'Alfonso, Celie hereta la seva casa, on s'instal·la. Durant aquest temps fa amistat amb Albert, que es disculpa pel tracte que li va donar anteriorment. Després de 30 anys separats, Celie es retroba amb Nettie, que s'ha casat amb Samuel. Celie també es retroba amb els fills perduts.

## Recepció
Recepció crítica
El llibre va rebre un escrutini més gran enmig de la controvèrsia al voltant de l'estrena de l'adaptació cinematogràfica el 1985. La controvèrsia es va centrar al voltant de la representació d'homes negres, que alguns crítics van veure com alimentant narracions estereotipades de la violència masculina negre, mentre que altres van trobar la representació convincent i relacionable.
El 5 de novembre de 2019, la BBC News va incloure The Color Purple a la seva llista de les 100 novel·les més influents.
Censura
Tot i que la novel·la ha obtingut el reconeixement de la crítica, també ha estat objecte de controvèrsia. L'Associació Americana de Biblioteques el va col·locar a la llista dels cent millors llibres prohibits i desafiats als Estats Units de 1990 a 1999 (17), 2000 a 2009 (17), i 2010 a 2019 (50), així com la llista dels deu primers del 2007 (6) i 2009 (9). Les justificacions habitualment citades per prohibir el llibre inclouen l'explicitat sexual, el llenguatge explícit, la violència i l'homosexualitat.
Premis
The Color Purple va guanyar el premi Pulitzer de Fiction l'any 1983, fent de Walker la primera dona negra a guanyar el premi. Walker també va guanyar el National Book Award for Fiction el 1983. Mel Watkins del New York Times Book Review va escriure que es tracta d'una "novel·la sorprenent i consumadament ben escrita", lloant el seu poderós impacte emocional i estructura epistolar. També va ser nomenat PBS Great American Read Top 100 Pick.

## Adaptacions
La novel·la va ser adaptada a una pel·lícula homònima el 1985. Va ser dirigit per Steven Spielberg i és protagonitzat per Whoopi Goldberg com Celie, Danny Glover com Albert i Oprah Winfrey com Sofia. Tot i que va ser nominat a onze premis de l'Acadèmia, no en va guanyar cap. Aquesta percepció de ressentiment va encendre polèmica perquè molts crítics la consideraven la millor pel·lícula d'aquell any, inclòs Roger Ebert.
L'1 de desembre de 2005, una adaptació musical de la novel·la i la pel·lícula amb lletra i música de Stephen Bray, Brenda Russell i Allee Willis, i un llibre de Marsha Norman es va inaugurar al Broadway Theatre de Nova York. El programa va ser produït per Scott Sanders, Quincy Jones, Harvey Weinstein i Oprah Winfrey, que també va ser inversora.
El 2008, BBC Radio 4 va emetre una adaptació radiofònica de la novel·la en deu episodis de 15 minuts com a sèrie Woman's Hour amb Nadine Marshall com Celie, Nikki Amuka-Bird, Nina Sosanya i Eamonn Walker . El guió va ser de Patricia Cumper i el 2009 la producció va rebre el Premi Drama de Plata dels Sony Radio Academy Awards.

## Traduccions al català
- El color porpra, traducció de Josefina Caball Guerrero. Barcelona: Proa, 2022. ISBN 9788475889641